# Zavrajie, Kadîi
Zavraje este un sat din raionul Kadîi, regiunea Kostroma, Rusia, aflată în vecinătatea orașului Iuriveț, pe malul râului Volga. Este locul de naștere al regizorului rus Andrei Tarkovski.
1. ↑  OKTMO. 179/2016., accesat în 27 octombrie 2016